# Henkäys Ikuisuudesta
Henkäys Ikuisuudesta prvi je Tarjin božićni album, izdan 8. studenoga 2006. Prvi singl na albumu, "You Would Have Loved This", objavljen je u Finskoj 25. listopada. Album je dobio zlatni i platinasti status u Finskoj s više od 30 000 prodanih primjeraka. Sve su pjesme na albumu obrade osim Kuin Henkäys Ikuisuutta. 

## Popis pjesama
1. "Kuin Henkäys Ikuisuutta"
2. "You Would Have Loved This"
3. "Happy New Year"
4. "En Etsi Valtaa, Loistoa"
5. "Happy Christmas"
6. "Varpunen Jouluaamuna"
7. "Ave Maria"
8. "The Eyes Of A Child"
9. "Mökit Nukkuu Lumiset"
10. "Jo Joutuu Ilta"
11. "Marian Poika"
12. Magnificat: Quia Respexit"
13. "Walking in the Air"
14. "Jouluyö, Juhlayö"